# Ligny-Saint-Flochel
 Ligny-Saint-Flochel  es una población y comuna francesa, situada en la región de Norte-Paso de Calais, departamento de Paso de Calais, en el distrito de Arras y cantón de Saint-Pol-sur-Ternoise.

## Demografía
| 221 | 227 | 209 | 236 | 243 | 202 |
| Para los censos de 1962 a 1999 la población legal corresponde a la población sin duplicidades (Fuente: INSEE [Consultar]) |     |     |     |     |     |